# Karin Schubert
Karin Schubert, född 26 november 1944 i Hamburg, är en tysk skådespelerska.

## Roller i urval
- 1970 – Död åt compañeros
- 1971 – Det stora skrattet
- 1972 – Den bestialiske
- 1974 – France société anonyme
- 1974 – Storsmockan i Hong Kong
- 1976 – Black Emanuelle
- 1977 – Emanuelle - Perché violenza alle donne?
- 1984 – The Panther Squad